# Gustaaf Peek
Gustaaf Peek (Haarlem, 1975) je nizozemský spisovatel působící v Amsterdamu. Zároveň je redaktorem literárního časopisu De Revisor.
Peek studoval anglický jazyk a literaturu na univerzitě v Leiden.
Po studiu se věnoval především psaní poezie. Jeho básně a krátké příběhy se objevily například v periodikáchLava, De Tweede Ronde, Tzum nebo Nymph.
V létě 2006 vydalo nakladatelství Contact jeho debut Armin. Název románu odkazuje na postavu Armina Immendorffa, mladého příslušníka SS, který pracuje jako porodník v nemocnici Lebensborn.
V roce 2008 se objevil druhý román - Dover. Hlavní postavou je čínský utečenec Tony. Jeho osudem je drama, ke kterému začátkem tohoto století skutečně došlo, když se v Doveru objevil nákladní kontejner s 58 udušenými ilegálními utečenci z Číny.
V září 2010 vydal v nakladatelství Querido třetí román Ik was Amerika (česky Byli jsme Amerika, Barrister & Principal 2012). Stejně jako debut Armin se odehrává za druhé světové války. Tentokrát je hlavní postavou Nizozemec Dirk Winter bojující za hitlerovské Německo v severní Africe, kde ho spojenci zajmou a převezou do internačního tábora ve Spojených státech. Tam se spřátelí s jistým Harrisem. Po třiceti šesti letech se Dirk vrací do Ameriky, aby se se starým kamarádem ještě jednou setkal.

### Česky
- PEEK, Gustaaf. Byli jsme Amerika. Brno: Barrister & Principal, překlad: Pavla Marková, 2012. ISBN 978-80-87474-84-6. S. 180.

## Ocenění
- BNG Nieuwe Literatuurprijs[1] 2010 za román Ik was Amerika
- F. Bordewijk-prijs[2] 2011 za román Ik was Amerika
- Goude Kalf 2015 za nejlepší scénář Gluckauf
- Zilveren Kruistaart 2015 - nejlepší filmový scénář - Gluckauf
- Brussels Film Festival 2015 - Best Screenplay - Gluckauf